# 立堀城
立堀城（たてぼりじょう）は、千葉市緑区平山町にあった日本の城。

## 概要
立堀城は、千葉市斎場の南約200メートルの台地上にある。千葉宗家が滅亡したあと、馬加系の千葉氏が一時拠点としていた平山城の出城と言われている。平山城は、ここから東へ約1.5キロメートルの近距離に所在し、周辺には、「的場」「木戸脇」などの城に関係する地名が伝えられている。
生実から中田方面に向かう街道が城の南側を通っており、物見台もこちら側にあるので、この道を監視下に置くための城と考えられる。

## 構造
単郭で、形状は台形に近い。周囲に堀と土塁が全周しており、遺存状態は良好である。虎口は2箇所あり、このうち東側の虎口には土橋がついており、主となる虎口と見られている。2箇所の虎口は、台地下の集落と小道で連絡している。南東側の急斜面に接して物見台の跡があり、ここに戦国時代らしい技巧が認められる。西側の台地斜面の窪地には、腰郭状の遺構などが認められる。

## アクセス
- JR外房線 鎌取駅下車 徒歩約18分